# Nigerianisches Nationalmuseum
Das Nigerian National Museum (deutsch: Nigerianisches Nationalmuseum) ist das Nationalmuseum von Nigeria und liegt im Stadtteil Onikan der Stadt Lagos. Es beherbergt die bedeutendsten archäologischen, ethnografischen und kunsthistorischen Zeugnisse des Landes. Zu den herausragenden Exponaten zählen Holzschnitzereien, Bronzeskulpturen und Terracotten. Die ältesten Exponate sind Kopfbüsten aus Terracotta der Nok-Kultur aus Jemaa und stammen aus der Zeit um 900–200 vor Chr. Das Museum wurde 1957 vom britischen Archäologen Kenneth Murray gegründet um den Verlust nationaler Kulturschätze durch Plünderung, Zerstörung und Verkauf in das Ausland zu bewahren. Es ist eines der zentralen Einrichtungen Nigerias zur Erforschung und Bewahrung des kulturellen Erbes und es verfolgt das Ziel, die im Ausland verstreuten Kunstschätze wieder nach Nigeria zurückzuholen.
In einem angeschlossenen Handwerkszentrum bieten Kunsthandwerker traditionelles nigerianisches Kunstgewerbe an.

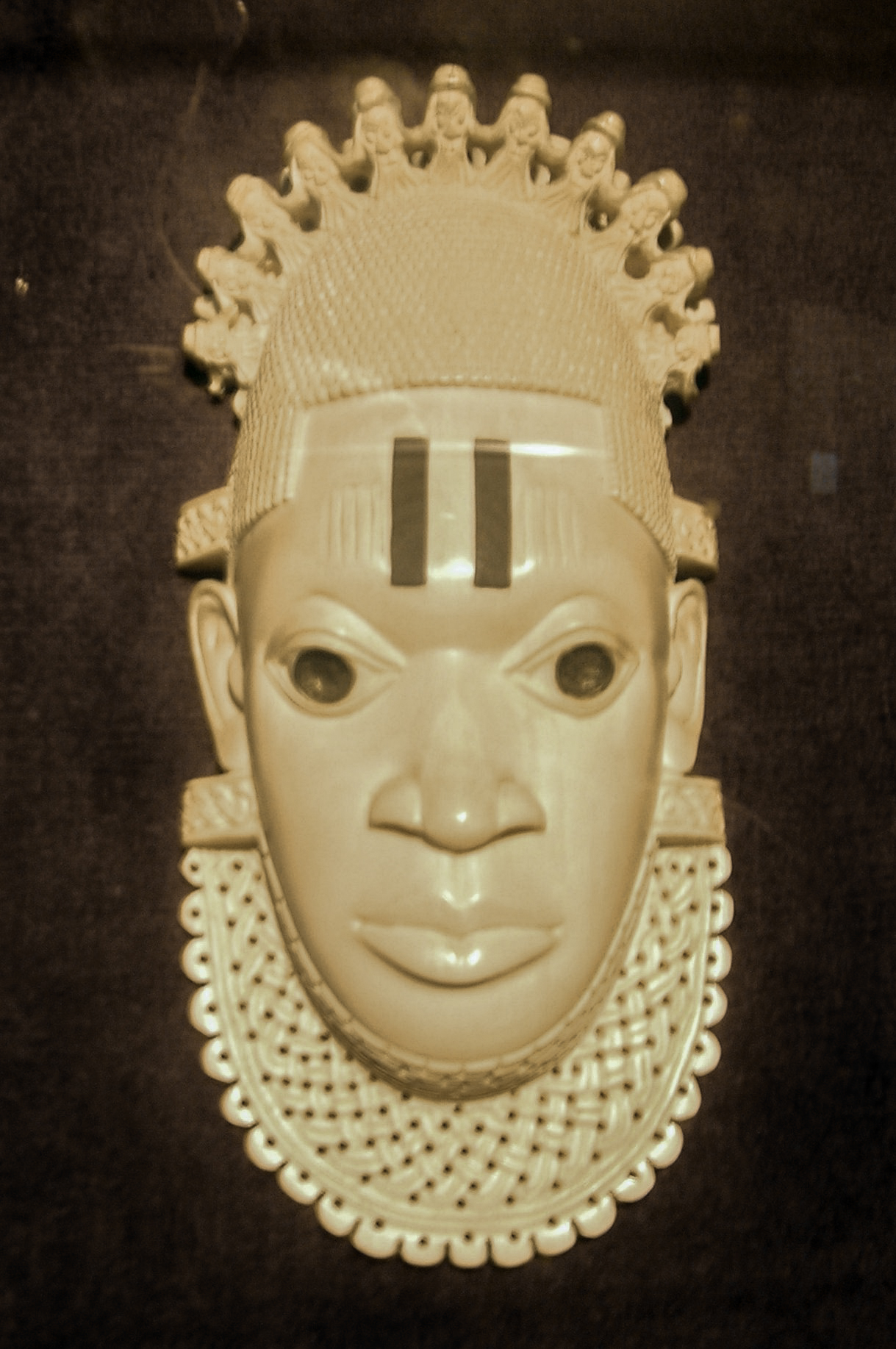
Elfenbeinmaske, die Idia darstellt
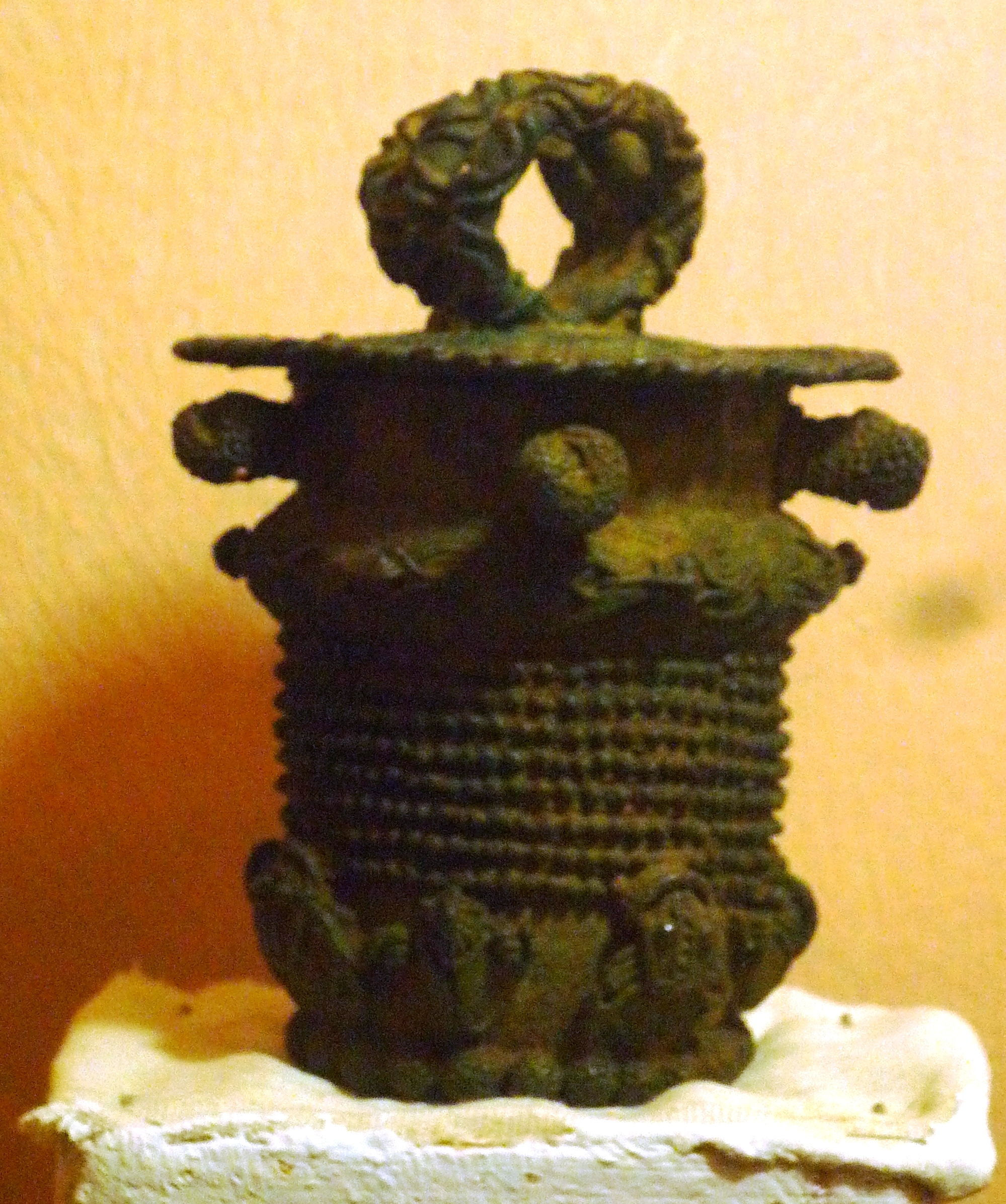
Topf aus Bronze, 9. Jahrhundert, Igbo-Ukwu, Nigeria
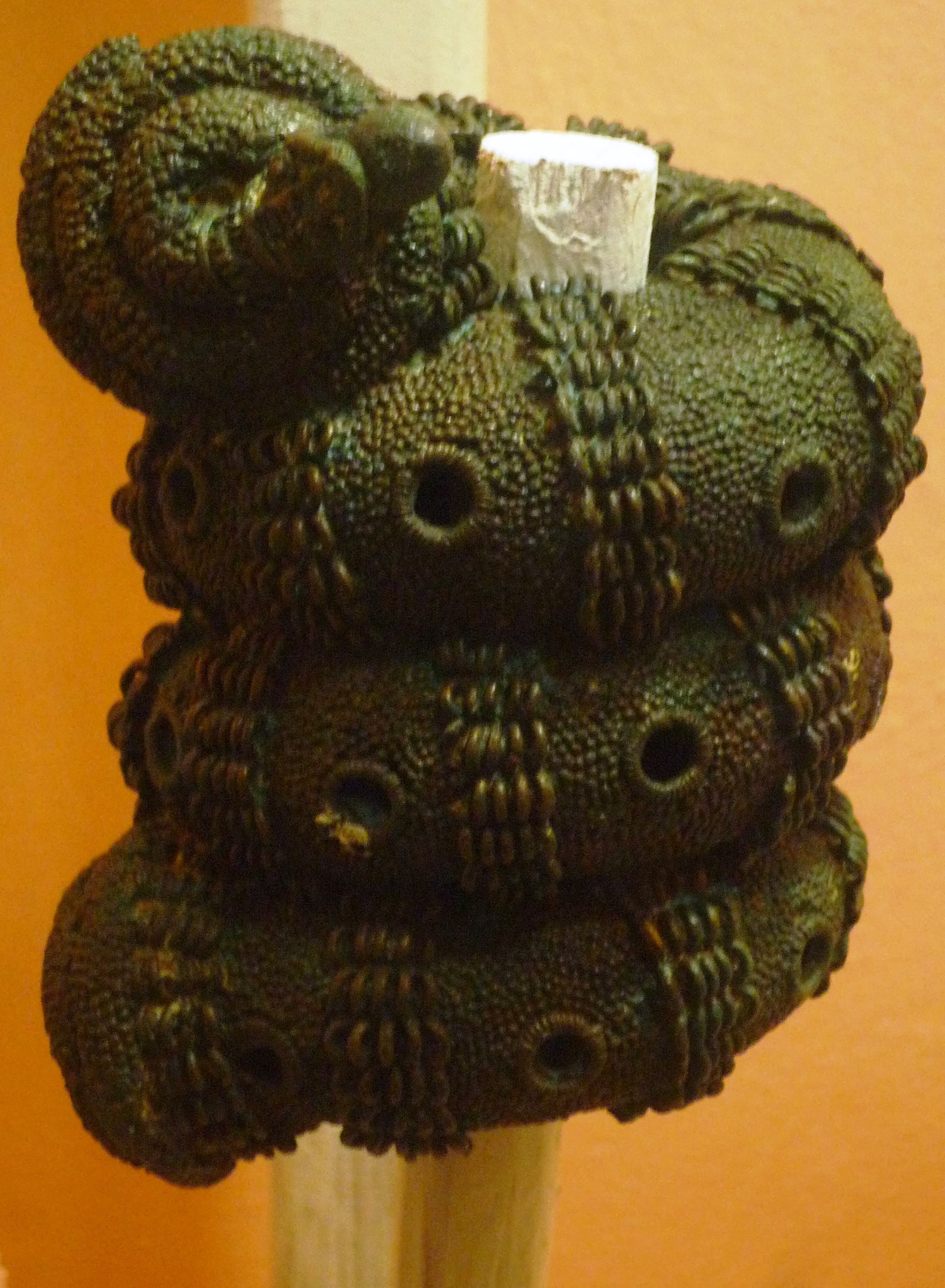
Kopfschmuck aus Bronze, 9. Jahrhundert, Igbo-Ukwu
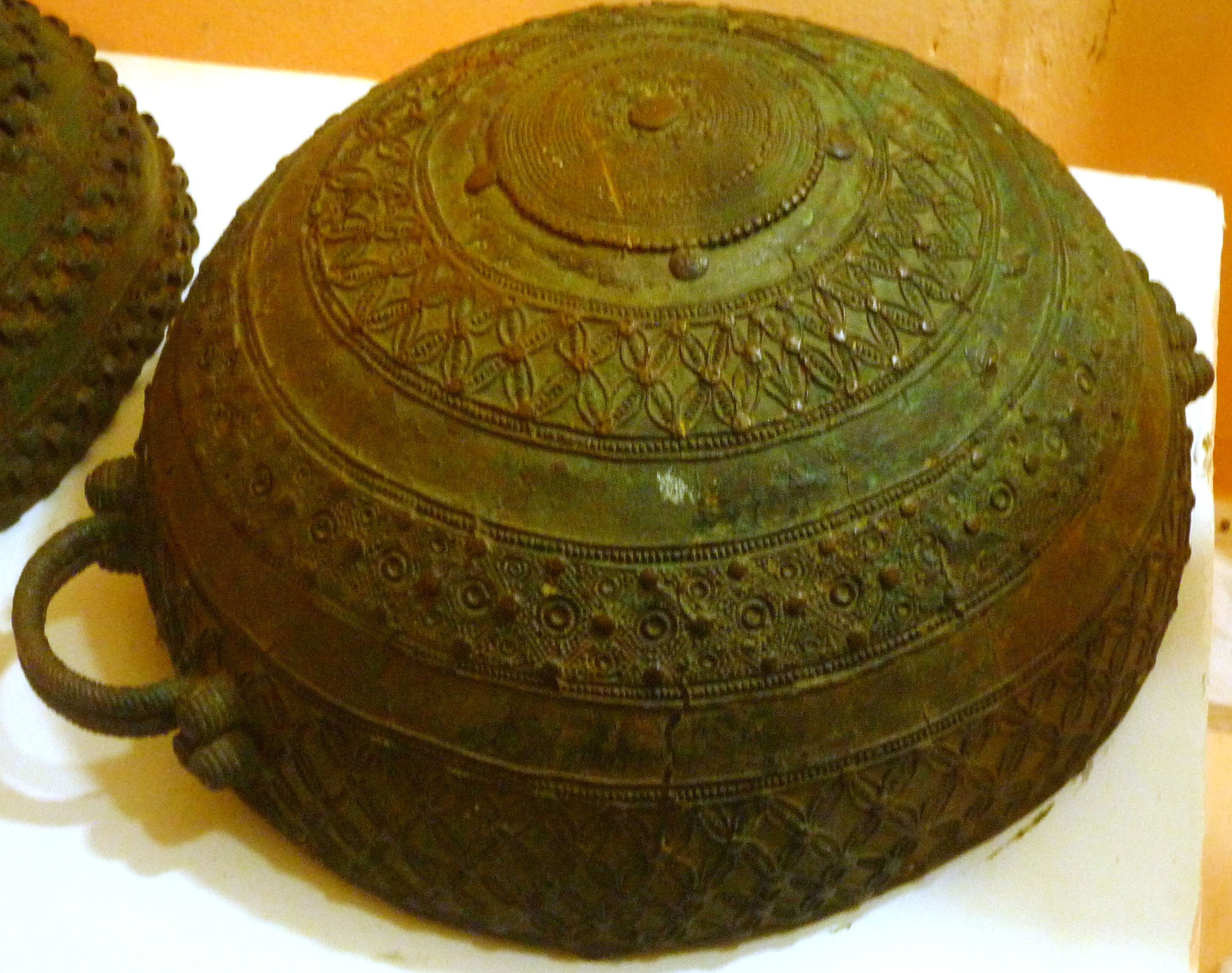
Topf aus Bronze, 9. Jahrhundert, Igbo-Ukwu, Nigeria
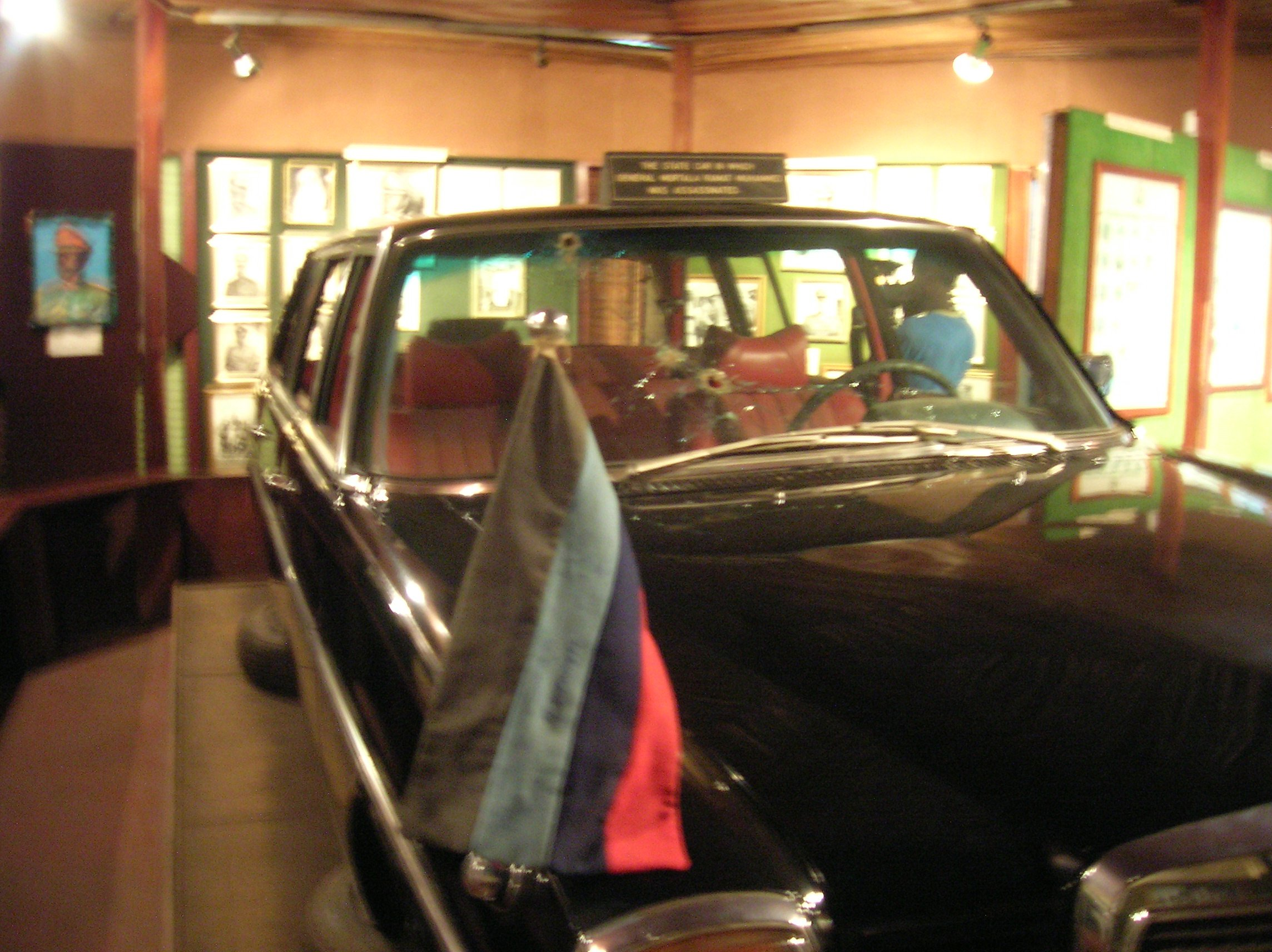
Der Mercedes-Benz /8, in dem Militärherrscher Murtala Mohammed 1976 erschossen wurde